# 黃鍾杰
黃鍾杰，贵州贵阳人，清朝政治人物、同進士出身。
光緒二十四年（1898年）戊戌科進士，三甲一百五十名，官直隸知縣。